# メイバンク
メイバンク (Maybank MYX: 1155)（マラヤン・バンキング） は、マレーシアのクアラルンプールに本社を置くマレーシア最大の銀行。ブルネイ、シンガポール、フィリピン国内でも主要銀行である。
マレーシア国内に361支店と、海外に88支店を持つ。2012年12月時点で、マレーシア証券取引所(Bursa Malaysia)において、時価総額が最大の企業である。
会社標語は、"Humanising Financial Services Across Asia"。